# Narsingdi (stad)
Narsingdi is een stad in Bangladesh. De stad is de hoofdstad van het district Narsingdi. De stad telt ongeveer 275.000 inwoners.